# 엘니뇨
엘니뇨(스페인어: El Niño→어린 남자아이)는 엘니뇨 남방진동의 따듯한 단계로, 남아메리카 태평양 해안 등 동태평양의 해수가 따듯해지는 현상이다. 엘니뇨 남방진동은 동태평양의 해수면 온도가 따듯한 단계와 차가운 단계를 왕복하는 과정이다.
엘니뇨가 발생하면 서태평양에는 고기압, 동태평양에는 저기압이 형성된다. 보통 엘니뇨는 4년 가량 지속되는데, 기록에 따르면 엘니뇨의 주기는 2~7년 사이이다. 엘니뇨에 반대되는 단계는 라니냐(→어린 여자아이)라고 부르며, 서태평양에 저기압, 동태평양에 고기압이 생긴다. 엘니뇨와 라니냐를 아우르는 엘니뇨 남방진동은 전 세계적으로 기온과 강수량 변화를 일으킨다. 특히 태평양 연안에 위치한, 경제를 농업과 수산업에 의존하는 개발도상국이 가장 큰 영향을 받는다.
엘니뇨 시기 남아메리카 해안에서는 크리스마스 시기에 수온이 가장 높아지며, 엘니뇨를 가리키던 원래 용어인 엘니뇨데나비다드(스페인어: El Niño de Navidad)는 페루의 한 어부가 이 현상의 이름을 아기 예수에 빗대 붙인 것에서 유래하였다.

## 이론
엘니뇨는 원래 크리스마스 시기 페루와 에콰도르 해안에서 남쪽으로 약하게 흐르는 난류를 가리키는 말이었으나, 점차 엘니뇨 남방진동에서 동태평양의 해수면 온도가 높아지는 단계 전체를 가리키는 용어로 확장되었다. 엘니뇨 시기에는 대기 순환에 변화가 생겨 인도네시아, 인도, 오스트레일리아 북부에서의 강수량은 감소하고, 태평양에서의 열대 저기압 형성은 증가한다. 보통 동쪽에서 서쪽으로 부는 무역풍은 약화되거나 심할 경우 반대 방향으로 분다.

적도 지방 태평양에서의 해수면 온도 이상치를 나타낸 도표.

엘니뇨 자체는 수천 년 이상 일어났을 것으로 보인다. 예를 들어, 현대 페루 지역에 있던 모체 문화에 엘니뇨로 인한 영향이 남아 있으며, 13,000년 전의 산호 화석에서 엘니뇨로 인한 수온 및 강수량 증가로 화학적 성분이 변화한 흔적 또한 발견되었다. 1525년 프란시스코 피사로가 페루에 상륙하였을 때, 사막에 비가 내리고 있다고 기록하였는데, 이 기록이 역사상 최초의 엘니뇨 기록일 가능성이 있다. 현대에는 1900년 이후 엘니뇨가 최소 30번 이상 발생했음이 밝혀져 있다.
현재 국가별로 엘니뇨를 판정하는 기준에는 차이가 있는데, 대표적으로 대한민국 기상청은 니뇨 3.4 지역에서 평균 수온이 5개월 이상 평균치보다 0.5 °C 이상이나 이하이면 각각 엘니뇨와 라니냐로, 일본 기상청은 니뇨 3 지역에서 평균 수온이 6개월 이상 평균치보다 0.5 °C 이상이나 이하이면 각각 엘니뇨와 라니냐로 정의한다. 오스트레일리아 기상청은 니뇨 3 및 3.4 지역에서의 온도와 무역풍의 세기를 모두 본다.
현재까지 기후 변화가 엘니뇨의 발생 빈도, 지속 기간, 세기에 영향을 주는지에 대해 통일된 견해는 없으나, 최근에는 기후 변화로 인해 강한 엘니뇨의 빈도가 증가하고 있다는 연구 결과가 등장하였다.

## 빈도
엘니뇨 자체는 수천 년 이상 일어났을 것으로 보인다. 대표적으로, 현대 페루 지역에 있던 모체 문화에서는 비를 멈추기 위해 인신 제사를 지냈었다. 1900년 이후로 엘니뇨는 30번 이상 발생했을 것으로 추정하며, 이 중 1982년~1983년, 1997년~1998년, 2014년~2016년 엘니뇨 사건이 가장 강력하였다. 2000년 이후에 발생한 엘니뇨는 2002년~2003년, 2004년~2005년, 2006년~2007년, 2009년~2010년, 2014년~2016년, 2018년~2019년에 발생하였다. 또한, 남방진동 사건이 강하게 일어난 연도는 1790년~1793년 1828년, 1876년~1878년, 1891년, 1925년~1926년, 1972년~1973년, 1982년~1983년, 1997년~1998년, 2014년~2016년이다.
엘니뇨는 보통 2년~7년 주기로 발생하며, 약 9개월 간 존속한다. 주기의 평균은 5년이다.

## 선사 시대 및 문화적 기록

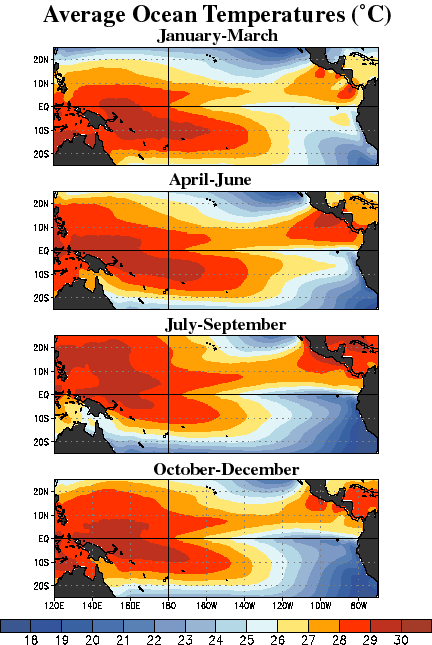
적도 지방 태평양의 평균 온도.

엘니뇨는 지난 300년 간 발생한 기록이 남아 있지만, 대부분은 약했다. 여기에, 엘니뇨가 10,000년 전인 홀로세에도 일어났음을 시사하는 기록도 남아 있다.
엘니뇨는 모체 문화 등 과거 페루 지역의 문화에 영향을 주었을 것으로 추정하고 있다. 최근 연구에서는 1789년부터 1793년 간 발생한 엘니뇨로 인해 유럽의 농작물 생산량이 감소해, 프랑스 혁명의 원인 중 하나를 제공했다고도 본다. 또한 1876년부터 1877년 간 발생한 엘니뇨로 인해 19세기 말 대규모 기근이 발생하였는데, 이 시기 중국에서 발생한 정무기황으로 인해 약 130만 명이 사망하였다.
'엘니뇨'라는 용어는 1892년 카밀로 카리요가 리마에 있던 지리학회에 페루 어부들이 따듯한 남향 해류를 크리스마스 시기에 눈에 띈다는 이유로 '엘니뇨'라고 부른다고 기록해 보낸 보고서에서 처음 등장한다. 구아노의 생산량이 바다의 생물학적 생산성과 관련이 있기 때문에, 현상 자체는 자주 주목받고 있었다. 엘니뇨에 대한 기록 중에서는, 1822년 제도가 호셉 라르티게가 페루 해안에서 남족으로 흐르는 반류의 유용성에 대해 기록한 것이 최초이다.
1888년 찰스 토드와 1904년 노먼 로키어는 인도와 오스트레일리아의 가뭄이 동시에 일어난다는 사실을 알아냈으며, 1894년 빅토르 에기구렌과 1895년 페데리코 알폰소 페세트는 홍수와 엘니뇨 사이의 관계를 밝혀냈다. 1924년 워커 순환을 발견했던 길버트 워커는 이 현상을 '남방진동'이라고 불렀으며, 길버트 워커와 야코브 비에르크네스는 엘니뇨 현상을 규명하는 데 일정 부분 기여하였다.
1982년~1983년 엘니뇨는 과학계에 엘니뇨에 대한 관심을 불러일으켰다. 다음 엘니뇨였던 1990년~1995년에는 약한 엘니뇨가 발생했지만, 1997년~1998년 엘니뇨는 강하게 일어나, 전 세계의 산호 16%가 죽었고, 지구 전체 기온을 1.5 °C나 올렸다. 이 이후로 전 세계에서 산호 백화를 흔히 볼 수 있게 되었다.

## 다양성

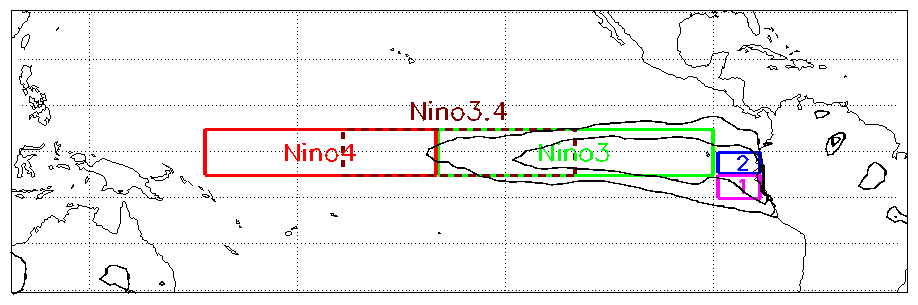
니뇨 3.4 지역 및 다른 측정 지역을 보여주는 지도.

엘니뇨에는 여러 종류가 있는 것으로 보이며, 크게는 일반적인 동태평양 엘니뇨와, 중태평양 엘니뇨가 있다. 엘니뇨의 유형은 태평양의 수온 편차가 제일 큰 영역이 어디인가로 분류하는데, 예를 들어 남아메리카 해안가에 해당하는 동태평양의 해수면 온도 차이가 더 클 경우에는 동태평양 엘니뇨, 날짜 변경선 근처에서의 온도 차이가 클 경우에는 중태평양 엘니뇨로 분류한다. 하지만, 엘니뇨 진행 도중에도 편차가 제일 큰 영역은 바뀌기도 한다.
통상적인 엘니뇨 남방진동은 동태평양의 해수면 온도 변화와 관련이 있다. 하지만 지난 20년 간, 일반적인 온도 변화 지역(니뇨 1 및 니뇨 2)의 온도는 그대로이나, 중태평양(니뇨 3.4)의 온도만 상승하는 현상이 관측되었는데, 이 현상을 중태평양 엘니뇨 남방진동(CP ENSO), 날짜 변경선 엘니뇨 남방진동, 모도키→(일본어) 비슷하다 엘니뇨 남방진동이라고 부른다.
중태평양 엘니뇨 남방진동의 영향은 일반적인 엘니뇨 남방진동의 영향과 다르다. 대표적으로, 중태평양 엘니뇨가 발생하면 대서양의 허리케인이 발생하는 빈도가 증가한다.
또한 이 엘니뇨 남방진동 형태가 정말 존재하는 것인지에 대한 논쟁도 있다. 대표적인 반론으로는 이러한 경향성을 분석하기에는 기록이 너무 짧다는 것이나, 다른 통계학적 분석법을 적용하면 추세가 나타나지 않는다는 것이나, 엘니뇨 남방진동을 단순히 일반적인 형태와 격렬한 형태로만 구분해야 한다는 주장이 있다.
1986년 처음으로 중태평양에서 발생하여 동태평양으로 이동한 엘니뇨가 관측되었으며, 그 후 1991년~1992년, 1994년~1995년, 2002년~2003년, 2004년~2005년, 2009년~2010년에도 중태평양 엘니뇨가 발생하였다. 또한, 1957년~1959년, 1963년~1964년, 1965년~1966년, 1968년~1970년, 1977년~1978년, 1979년~1980년의 엘니뇨에서도 중태평양 엘니뇨와 유사한 양상을 보였음이 밝혀졌다. 일부에서는 2006년~2007년과 2014년~2016년 발생한 엘니뇨도 중태평양 엘니뇨라고 주장한다.

## 전지구적 영향

엘니뇨와 라니냐가 지구 온난화에 주는 영향을 나타낸 표. 엘니뇨가 발생하면 보통 지구 평균 온도가 증가한다.

엘니뇨는 전지구적 기후에 영향을 주어, 가뭄이나 폭풍우를 내린다.

### 열대 저기압
열대 저기압 다수는 적도와 가까운 아열대 기압마루에서 형성되어, 편서풍을 받을 때까지 극 방향으로 이동한다. 한국과 일본을 경계로, 동아시아의 서쪽 지역은 9월~11월에 육지에 다다르는 열대 저기압의 수가 엘니뇨 시기에 감소하는 경향을 보이는데, 이는 엘니뇨 시기에 기압마루의 경계가 동경 130도에 형성되어 열대 저기압이 일본 열도 쪽으로 휘기 때문이다.
엘니뇨 대서양에서는 수직 방향 돌풍이 증가하여, 편서풍의 세기가 증가하며, 대기가 건조하고 안정하기 때문에, 열대 저기압의 형성과 성장이 저해된다. 동태평양에서는 수직 방향 돌풍이 감소하여 허리케인 활동이 평상시보다 증가하는 경향을 보이나, 다른 기후 환경의 영향을 더 크게 받는다. 서태평양에서는 발생 수 자체는 변화가 없으나, 엘니뇨 시 형성 지역 자체가 동쪽으로 이동한다는 특징을 보이는데, 이로 인해 미크로네시아 주변 지역은 열대 저기압의 영향이 증가하며, 중국은 열대 저기압으로 인한 피해가 감소한다. 남태평양에서도 동경 135도와 서경 120도 사이에서 열대 저기압의 발생 위치가 변화하여, 열대 저기압이 오스트레일리아보다 남태평양으로 향할 가능성이 높아진다. 이로 인해 엘니뇨 시기 퀸즐랜드에 상륙하는 허리케인의 수는 50% 감소하지만, 니우에, 프랑스령 폴리네시아, 통가, 투발루, 쿡 제도의 허리케인 피해는 증가한다.

### 대서양 열대 지방으로의 원격상관
고기후 연구 결과에서는 태평양 열대 지방에서 엘니뇨가 발생하면, 다음 해 북대서양의 봄과 여름이 따듯해지는 경향이 있음을 밝혀내었다. 엘니뇨의 절반 정도는 봄까지 유지되어, 여름에 서반구 온난 해수역이 평상시보다 커지게끔 한다. 간혹 남아메리카 위를 지나는 대서양 워커 순환이 엘니뇨의 영향을 받아, 남동 무역풍이 강해지기도 하는데, 이 경우 엘니뇨가 극대에 달하는 겨울을 지나 봄과 여름에 대서양 동부가 급격하게 냉각될 수 있다. 태평양과 대서양에서 동시에 일어나는 엘니뇨 현상은 계절풍으로 인한 비가 내리지 않아 발생하는 기근과 연관이 있음이 밝혀져 있다.

## 지역별 영향
1950년 이후 엘니뇨 관측 결과에 따르면, 엘니뇨의 영향은 계절에 따라 달라지나, 특정 계절에 엘니뇨가 발생하였다고 해서 특정 영향이 반드시 발생하지는 않는다. 엘니뇨로 인해 발생하는 일반적인 현상으로는 인도네시아와 남아메리카 북부에서의 강수량 감소, 남아메리카 북부, 적도 아프리카 동부, 미국 남부에서의 강수량 증가가 있다.

### 아시아
엘니뇨가 발생하면 따듯한 물이 서태평양에서 동태평양으로 옮겨가므로, 강수 지역도 같이 동쪽으로 이동하여, 서태평양 지역에는 가뭄이 발생한다. 2014년~2016년 엘니뇨 사건 당시 싱가포르는 2월 한 달 간 강수량이 6.3 mm밖에 되지 않아, 기상 관측 이래 가장 건조한 달을 기록했다.

### 아프리카
엘니뇨 시 케냐, 탄자니아, 백나일강 분지 등 동아프리카는 3월부터 5월까지 평상시보다 습하고, 잠비아, 짐바브웨, 모잠비크, 보츠와나 등 동남아프리카는 12월부터 2월까지 평상시보다 건조하다.

### 남극
남극 주변 고위도에서도 엘니뇨 남방진동의 영향이 관측된다. 구체적으로 엘니뇨 시 아문센해와 벨링스하우젠해에는 고기압이 형성되어, 해빙과 극 지방으로의 열 전달이 감소하며, 로스해와 웨들해에서는 해빙의 형성이 증가한다. 라니냐 시에는 정확히 반대 현상이 나타난다. 이 현상은 남극 쌍극자 현상이라고 부르지만, 명칭과 달리 남극이 엘니뇨로 인해 받는 영향은 남극 전체에 나타나지는 않는다.

### 오스트레일리아 및 남태평양
엘니뇨 시기 강수 지역이 서태평양에서 동쪽으로 이동함에 따라, 오스트레일리아에 내리는 강수량은 감소한다. 오스트레일리아 남부에서는 기상계의 움직임이 활발해지고, 이동을 막는 고기압의 발생이 감소하기 때문에, 평소보다 평균 온도가 올라간다. 인도-오스트레일리아 계절풍의 발생 시기는 2주에서 6주 정도 늦어지며, 이에 따라 북부의 강수량이 감소한다. 오스트레일리아 동남부의 산불 발생 가능성은 엘니뇨 시기에 증가하며, 여기에 인도양 다이폴이 양의 값을 가지면 효과가 증폭된다. 엘니뇨 시기 뉴질랜드에서는 여름에 서풍이 더 강해지며, 이로 인해 동해안 지방은 더 건조해진다. 반대로 서해안에서는 강수량이 증가하는데, 이는 북섬의 산맥이 바람을 막는 효과를 보이기 때문이다.
엘니뇨 시기 피지는 평소보다 건조해지며, 이로 인해 가뭄이 발생하기도 하지만, 효과 자체는 엘니뇨 발생 1년 후 경 드러난다. 사모아에서는 온도가 평소보다 높고, 강수량이 평소보다 낮아, 가뭄과 산불이 일어난다. 이 외에 해수면 감소, 산호 백화, 열대 저기압의 영향 증가 등도 엘니뇨로 인해 나타나는 현상이다.

### 유럽
엘니뇨가 유럽에 주는 영향은 복잡하며, 분석하기 어려운데, 이는 거리가 멀어 엘니뇨 이외에도 영향을 주는 요소가 많아 엘니뇨의 영향이 덮이기 쉽기 때문이다. 최근의 연구에서는 엘니뇨가 북유럽에서는 겨울을 춥고 건조하게, 남유럽에서는 따듯하고 습하게 만든다고 보기도 하였다.

### 북아메리카

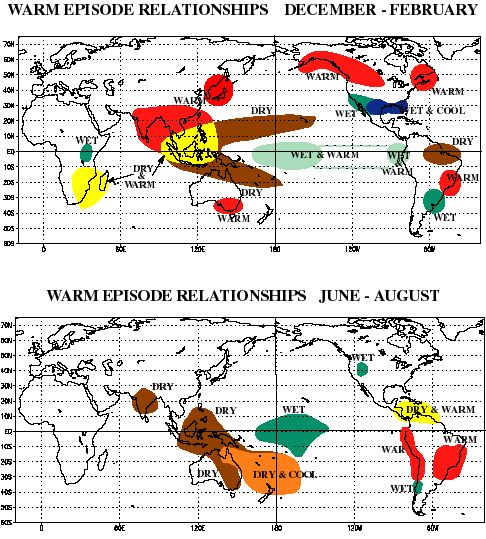
엘니뇨로 인한 지역별 영향.

북아메리카에서 엘니뇨로 인한 기온과 습도 변화는 10월부터 3월 사이에 주로 발생한다. 캐나다는 영향을 받지 않는 동부를 제외하고 겨울과 봄이 평상시보다 온난해지며, 미국에서는 텍사스와 플로리다 사이 멕시코만 일대는 평소보다 습하고, 하와이, 오하이오강, 태평양 북서부, 로키산맥은 평소보다 건조해진다.
엘니뇨가 북아메리카의 기상에 주는 영향은 1981년 엔트로피 최고저 경향이 발견되기 전까지 밝혀지지 않았었다.
최근 캘리포니아와 미국 서남부에서 진행한 기상 관측 결과에서는 엘니뇨와 습도가 높은 현상이 관련이 있음을 암시하였는데, 여기서 엘니뇨의 영향은 엘니뇨가 '있는' 경우에만 나타나고, '엘니뇨가 없는 경우'에는 특별한 경향이 나타나지 않는다. 대표적으로, 엘니뇨가 지속적으로 나타나는 경우, 캘리포니아의 강수량이 증가하는 경향을 보였다.
테완테페세르라고 부르는 바람의 형성은 멕시코 시에라마드레에서 한랭전선이 전진하며 생기는 고기압과 관련이 있는데, 고기압에서 생기는 바람이 테우안테펙 지협을 지나며 가속되게 된다. 테완테페세르는 한랭전선에 의해 생성된다는 특성상 겨울인 10월에서 3월 사이에 형성되며, 간혹 7월에는 아조레스 고기압의 서진 현상으로 인해 형성되기도 한다. 테완테페세르의 바람 세기는 엘니뇨 시기가 라니냐 시기보다 센데, 이는 엘니뇨 시기에 한랭전선의 형성이 더 많이 일어나기 때문이다. 테완테페세르는 몇 시간에서 최대 6일까지 지속한다. 엘니뇨로 인한 영향은 일부 식물에 방사성 동위 원소의 형태로 남아 있어, 엘니뇨 연구에 사용된다.

### 남아메리카
엘니뇨로 인해 발생하는 따듯한 물은 물 위에 뇌우를 발생시키기 때문에, 엘니뇨 시기에 남아메리카 서해안을 비롯해 동태평양 지역에서의 강수량은 증가한다. 남아메리카가 엘니뇨로 인해 받는 영향은 여러 대륙 중 제일 크다. 엘니뇨가 발생하면 4월부터 10월 사이 페루 북부와 에콰도르 해안 지방의 습도가 증가하며, 엘니뇨의 세기가 강할 경우 대규모 홍수가 발생한다. 2월부터 4월 사이에 엘니뇨가 발생할 경우, 영양 염류가 풍부한 차가운 물의 용승이 저지되기 때문에, 물고기와, 물고기를 먹이로 삼는 바닷새의 개체 수가 감소해, 바닷새의 분비물을 이용하는 비료 산업이 타격을 입는다.
엘니뇨가 오래 지속될 경우 어업에도 영향을 끼친다. 1972년 엘니뇨 당시 안초베타의 개체 수가 감소해 세계 최대 규모의 어장이 문을 닫았고, 1982년~1983년 엘니뇨에서는 고등어와 안초베타의 개체 수는 감소하였으나, 가리비는 따듯한 물에서 개체 수가 오히려 늘었고, 헤이크는 차가운 물을 따라 대륙붕 밑으로 내려갔으며, 새우와 정어리는 남쪽으로 이동하여, 종에 따라 어업량의 증감에 차이가 있었다.
엘니뇨 시 브라질 남부와 아르헨티나 북부는 평상시보다 더 습해지지만, 엘니뇨의 영향은 주로 봄과 초여름에만 나타난다. 칠레 중부에서는 겨울의 온도가 올라가고 강수량이 증가하며, 페루와 볼리비아 사이 알티플라노고원에서는 겨울에 눈이 내리기도 한다. 아마존강 분지, 콜롬비아, 중앙아메리카에서는 전체적으로 따듯하고 건조해지는 경향이 나타난다.

#### 갈라파고스 제도
갈라파고스 제도는 에콰도르에서 서쪽으로 1000 km 가량 떨어진 화산섬으로, 이구아나, 거북, 새, 펭귄 등 다양한 생물이 서식하는 것으로 유명하다. 갈라파고스 제도의 생태계는 무역풍으로 용승하는, 영양 염류가 풍부한 한류가 흐르며 유지되는데, 엘니뇨 시기에 무역풍이 약해지면 갈라파고스 주변의 영양분이 감소하여, 생산자부터 시작해 상어, 펭귄, 바다표범 등 상층 포식자까지 영향을 주는데, 심할 경우 엘니뇨 시기에 먹이가 부족해 아사하기도 한다. 엘니뇨 시기에 갈라파고스 제도에서는 환경에 적응하기 위한 급격한 진화 과정이 나타나기도 한다.

## 사회생태학적 영향

### 경제적 영향

엘니뇨가 생명에 주는 영향은 적도 지방 태평양에서 직접적으로 발생하며, 아메리카 대륙의 해안을 따라 남북으로 전파된다. 위 그림은 1998년 1월과 7월의 엽록소 a의 밀도를 보여 주는 것으로, 식물성 플랑크톤의 밀도를 나타낸다.

엘니뇨가 수 개월 간 지속되면, 해수면 온도 상승과 무역풍의 세기 감소로 인해, 영양 염류가 풍부한 해양심층수의 용승이 억제되어, 어업량이 감소하여 시장에 상당한 영향을 준다.
넓은 관점에서 보았을 경우, 엘니뇨는 여러 국가의 거시 경제와 상품 가격에 영향을 준다. 대표적으로 비에 의존하는 농작물의 경우, 생산량이 감소하여 식품 가격을 상승시키고 인플레이션을 유도해, 심할 경우 식량을 주로 수입에 의존하는 개발도상국에서 사회적 불안을 초래할 수 있다. 케임브리지 대학교에서의 연구 결과에서는 오스트레일리아, 칠레, 인도네시아, 인도, 일본, 뉴질랜드, 남아프리카에서 엘니뇨 직후 경제 활동이 잠시 감소하는 경향을 보였으며, 아르헨티나, 캐나다. 멕시코, 미국 등 일부 국가는 이에 대한 반동으로 경제적 이익을 얻었다고 보았다. 국제 통화 기금은 엘니뇨가 강하게 발생할 경우, 난방비 감소로 인해 미국의 국내총생산을 0.5% 증가시키고, 인도네시아의 국내총생산을 1.0% 감소시킬 것이라고 보았다.

### 사회적 영향
엘니뇨로 인한 악기상은 유행병과 관련이 있다. 대표적으로, 엘니뇨가 발생하면 모기를 매개로 전염되는 말라리아, 뎅기열, 리프트밸리열에 감염될 가능성이 증가한다. 인도, 베네수엘라, 브라질, 콜롬비아에서의 말라리아 유행 주기는 엘니뇨와의 관련성이 밝혀져 있다. 모기에 의해 전염되는 다른 병인 머레이밸리 뇌염 바이러스는 오스트레일리아 동남부에서 홍수가 일어나면 발병하는데, 이는 라니냐와 관련이 있다. 1997년~1998년 엘니뇨 당시 케냐 동북부와 소말리아 남부에서 폭우가 내린 후 리프트밸리열의 대유행이 발생하기도 하였다.
엘니뇨는 북태평양에서 부는 바람에 영향을 줌으로서 일본과 미국 서해안에서의 가와사키병 유행에도 영향을 주었다.
엘니뇨가 분쟁에 영향을 준다는 해석도 있는데, 컬럼비아 대학교의 지구 연구소에서는 1950년부터 2004년까지의 자료를 분석해 1950년 이후 발생한 사건 중 21%가 엘니뇨 남방진동의 영향을 받았으며, 평균 분쟁 발생 가능성이 라니냐 시에는 3%이나, 엘니뇨 시에는 6%로 2배 증가한다고 주장하였다.

### 생태학적 영향
육지생태계의 경우, 1972년~1973년 엘니뇨 이후 칠레 북부와 페루 해안가에서 설치류의 개체 수가 증가하는 현상이 관측되었다. 호스필드안경원숭이, 순다로리스, 말레이곰 등 야행성 영쟝류는 숲이 산불에 타 급격한 개체수 감소나 지역적 멸종을 겪었다. 파나마와 코스타리카에서는 나비가 대규모로 발생하였다. 1982년~1983년, 1997년~1998년, 2015년~2016년에는 열대 우림이 있는 지역이 건조해져 산불이 일어났으며, 이로 인해 아마존과 보르네오에서는 숲의 구조와 나무의 종 구성에 큰 변화가 나타난다. 또한, 2015년~2016년 엘니뇨에서는 가뭄과 산불 이후 곤충의 개채 수가 급감하는 현상도 나타났다. 아마존에서는 텃새와 대형 포유류의 개체 수가 감소하였고, 보르네오에서는 저지대에 사는 나비 100여 종이 일시적으로 멸종하였다.
1997년~1998년, 2015년~2016년에는 전 세계적으로 산호 백화가 나타났으며, 이 시기에 세계 산호의 75%~99% 가량이 죽었다. 1972년~1973년, 1982년~1983년, 1997년~1998년, 2015년~2016년에는 페루와 칠레 해안에서 멸치의 개체 수가 급감해 심각한 어업 위기가 닥쳤다. 1982년~1983년에는 파나마에서 히드라산호 2종이 멸종했으며, 칠레에서는 600 km에 달하는 해안에서 다시마가 죽었다.
가뭄에 상대적으로 강한 열대우림에서는 가뭄으로 인해 씨앗의 사망률이 증가한다는 것이 밝혀졌다. 태국 치앙마이 국립공원을 연구해 2022년 10월 출판된 연구에 따르면, 씨앗의 사망률이 증가하면 장기적인 관점에서 숲에 영향을 줄 수 있다.

## 같이 보기
- 라니냐
- 엘니뇨 남방진동